# Diane Neal

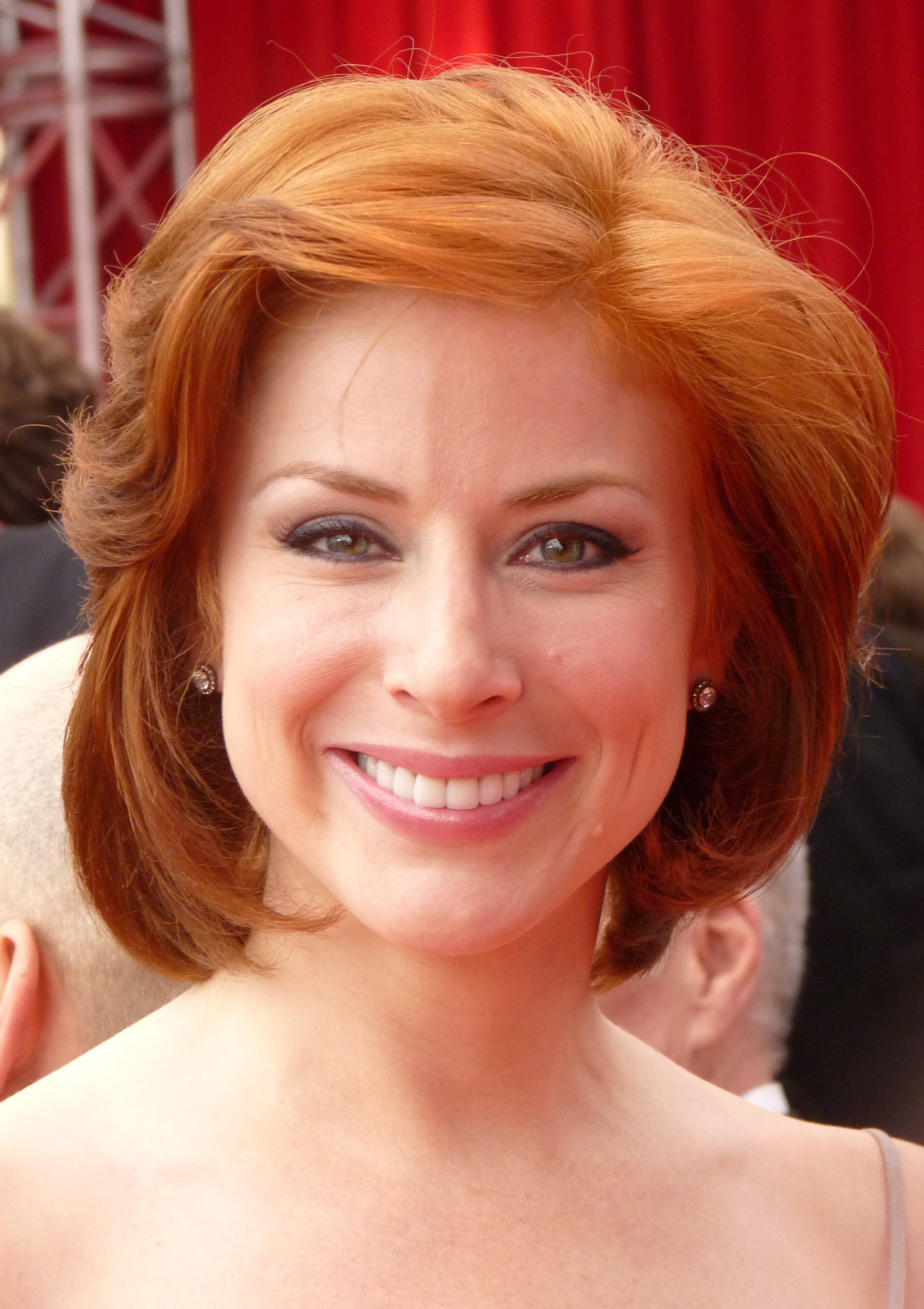
Diane Neal, 2012

Diane Neal (* 17. November 1976 in Alexandria, Virginia) ist eine US-amerikanisch-israelische Schauspielerin.

## Leben
Neals Familie zog nach Colorado, da ihr Vater Chris Neal eine Stelle als Bundesstaatsanwalt in Denver bekommen hatte. Ihre Mutter Colleen arbeitet dort als Lehrerin für Mathematik. Diane Neal wuchs mit zwei älteren Schwestern Leigh und Erin auf. Ihre älteste Schwester wurde ebenfalls Schauspielerin. Diane Neal begann nach ihrem Schulabschluss zuerst ein Medizinstudium. Als aber ihre als Nebenverdienst beabsichtigte Modelkarriere mit einsetzendem Erfolg immer mehr Termine einforderte, brach Neal ihr Studium ab. Später studierte sie dann in Israel und Ägypten Archäologie und beendete dieses Studium auch mit einem Abschluss. Bekannt wurde sie durch ihre Rolle als Casey Novak in Law & Order: Special Victims Unit. Schon in der 3. Staffel derselben Fernsehserie hatte sie in der Folge Ridicule die Vergewaltigerin Amelia Chase gespielt.
Zwischenzeitlich nahm Neal auch an zahlreichen Schlittschuhwettbewerben teil. Sie war seit dem 9. Juli 2005 mit dem früheren irischen Model und Ingenieur Marcus FitzGerald verheiratet. 2013 trennte sich das Paar und ist seit 2014 geschieden.
Im Jahr 2023 zog Neal nach Israel und wurde israelische Staatsbürgerin.

## Filmografie (Auswahl)
Filme
- 2003: Second Born
- 2003: Wes Craven präsentiert Dracula II – The Ascension (Dracula II Ascension)
- 2005: Wes Craven präsentiert Dracula III – Legacy (Dracula III Legacy)
- 2009: Die Schein-Hochzeit (My Fake Fiance, Fernsehfilm)
- 2011: National Lampoon’s Dirty Movie
- 2011: Santorini Blue
- 2011: After
- 2013: This Magic Moment
- 2014: A Warden's Ransom
- 2021: Ann Rule's Circle of Deception (Fernsehfilm)

Fernsehserien
- 2001: Ed – Der Bowling-Anwalt (Ed, Folge Loyalties)
- 2001, 2003–2008, 2011–2012: Law & Order: Special Victims Unit
- 2002: The American Embassy
- 2002: Hack – Die Straßen von Philadelphia (Hack)
- 2005: Law & Order: Trial by Jury
- 2008: 30 Rock (Folge Reunion)
- 2010: White Collar
- 2010–2014: Navy CIS (NCIS, 6 Folgen)
- 2012–2013: Suits (2 Folgen)
- 2014: Power (4 Folgen)
- 2015: Navy CIS: New Orleans (3 Folgen)
- 2015: The Following (4 Folgen)
- 2015: Blue Bloods – Crime Scene New York (Folge Hold Outs)